# Даньківка (Прилуцький район)
Данькі́вка — село в Україні, у Линовицькій селищній громаді Прилуцького району Чернігівської області. До 2017 центр сільської ради. Населення становить 178 осіб (станом на 2001 рік). Село розташоване у центрі Прилуцького району, за 6,6 кілометрів від районного центру.

## Географія
Село Даньківка лежить за 6,6 км на південь від районного центру, фізична відстань до Києва — 106,4 км.

## Історія
На мапі Шуберта 1869 року позначене як хутір Золотницького на 13 хат.
1926 року у х.Данькова проживало 447 осіб.
12 червня 2020 року, відповідно до розпорядження Кабінету Міністрів України № 730-р «Про визначення адміністративних центрів та затвердження територій територіальних громад Чернігівської області», увійшло до складу Линовицької селищної громади.
19 липня 2020 року, в результаті адміністративно - територіальної реформи та ліквідації колишнього Прилуцького району, село увійшло до складу новоутвореного Прилуцького району Чернігівської області.

## Населення
Станом на 1989 рік у селі проживало 215 осіб, серед них — 82 чоловіки і 133 жінки.
За даними перепису населення 2001 року у селі проживали 178 осіб. Рідною мовою назвали:
| Мова       | Кількість осіб | Відсоток |
| ---------- | -------------- | -------- |
| українська | 176            | 98,88 %  |
| російська  | 1              | 0,56 %   |
| білоруська | 1              | 0,56 %   |

## Політика
Голова сільської ради — Цегельник Роман Андрійович, 1953 року народження, вперше обраний у 2006 році. Інтереси громади представляють 12 депутатів сільської ради:
| Партія                         | Кількість депутатів | Відсоток |
| ------------------------------ | ------------------- | -------- |
| самовисування                  | 11                  | 91,67 %  |
| «Соціалістична партія України» | 1                   | 8,33 %   |

## Відомі уродженці
- Гайдай Михайло Петрович (1878—1965) — хоровий диригент, музичний фольклорист, педагог, композитор-аматор, музично-громадський діяч.
- проживав Маслов Віктор Олегович (1968—2017) — старший солдат Збройних сил України, учасник російсько-української війни.